# Second Party Logistics
Second Party Logistics Service Provider sind Logistikdienstleister, die dem zweiten Bereich der Logistikwirtschaft (Second Party Logistics) angehören. Sie sind auf die Übernahme von klassischen logistischen Aufgaben, sogenannten Transports-, Umschlags- und Lagerungsleistungen (TUL-Leistungen), spezialisiert.

## Historische Entwicklung
In den 1980er Jahren begann im Zuge der Internationalisierung und dem Aufkommen neuer Managementkonzepte, insbesondere des Lean Managements, der Trend zur Fremdvergabe von Logistikleistungen. Da sich Unternehmen auf ihre Kernkompetenzen konzentrieren wollten, wurden TUL-Leistungen mehr und mehr an Logistikdienstleister ausgegliedert. Dieser Bereich wird als Second Party Logistics (2PL) bezeichnet.

## Betriebswirtschaftliche Begründung
Die niedrige Spezifität von TUL-Leistungen, verglichen mit den Kernkompetenzen einer Unternehmung, war der Hauptgrund für die Auslagerung. Letztere war unumgänglich, um eine Verbesserung der Unternehmensabläufe im Sinne des Lean Managements zu erreichen. Dieses sieht ein möglichst „schlankes“ (lean) Unternehmen vor, welches sich auf die wichtigsten Aufgaben (Kernkompetenzen) konzentriert. Andere betriebswirtschaftliche Aufgaben, wie z. B. die Logistikleistungen, sollten ausgegliedert werden.
Durch die Fremdvergabe der TUL-Leistungen konnten Kostensenkungen erreicht, Investitionen außerhalb der Kernkompetenz vermieden und der Service verbessert werden.

## Beispiele
2PL-Dienstleister sind z. B. Speditionen, Reedereien, Verlader, Lagerei- und Umschlagsunternehmen sowie Anbieter von Kurier-, Express- und Paketdiensten (KEP-Dienste). Bei solchen Unternehmen handelt es sich um Verbunddienstleister, die mehrere logistische Einzelleistungen teilweise kombiniert anbieten und über eigene Assets verfügen, wie z. B. LKW, Frachtschiffe oder Lagerhäuser.